# Eidskog
Eidskog es un municipio de la provincia de Hedmark en la región de Østlandet, Noruega. A 1 de enero de 2018 tenía una población estimada de 6142 habitantes.
Se encuentra ubicado al noreste de la región, cerca de la frontera con Suecia, en la zona de los Alpes escandinavos.